# Dhanvantari

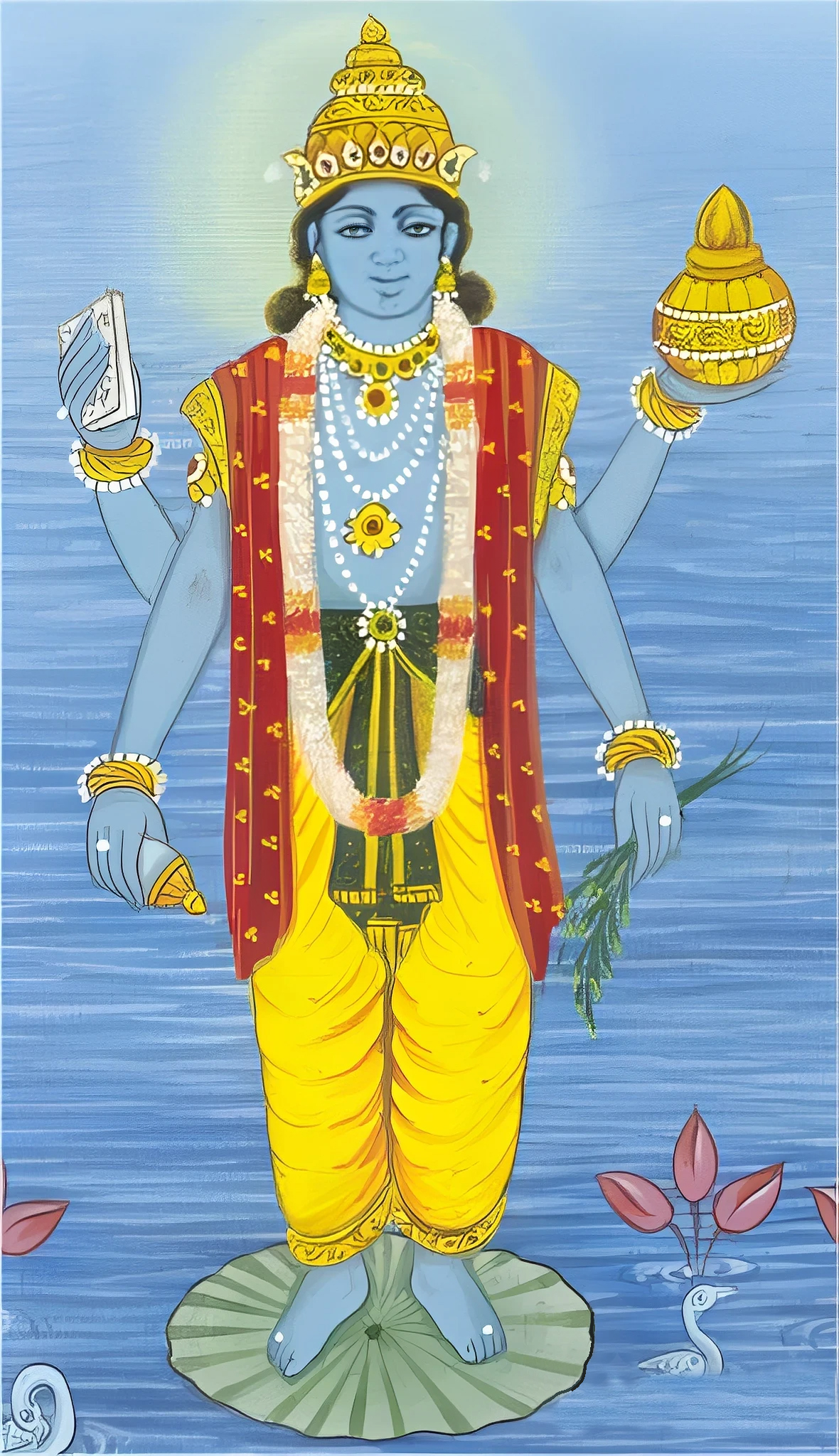
Miniature dans le style rajastani, de l'artiste LaLa, représentant Dhavantari, 2004.

Dhanvantari, en sanskrit धन्वन्तरि, est un avatar de Vishnou dans la tradition hindoue. Divinité de la médecine, il apparaît dans les Puranas comme le dieu de l’ayurveda. 

## Sens du nom Dhanvamtari
Les Indianistes occidentaux proposent deux interprétations de l'étymologie du nom : le linguiste autrichien Manfred Mayrhofer indique un sens proche de « errant/mouvant comme un arc », ou « à la démarche arquée » à partir des racines Dhanvan (voir le mot Dhanuh) et Tarati. Louis H. Gray lit « Dont le bateau (tari) est une île/un nuage (Dhanuh) ».

## Iconographie
Dhanvantari est généralement représenté comme un homme jeune, avec quatre bras ; il tient dans l'une de ses mains un récipient contenant l'Amrita, élixir d'immortalité ; il tient dans les autres des herbes médicinales, un livre d'ayurveda et une conque.